# San Vincenzo Valle Roveto
San Vincenzo Valle Roveto er en italiensk by (og kommune) i regionen Abruzzo i Italien, med omkring 2.087(2023) indbyggere.